# Academia de Drags
Academia de Drags é um reality show brasileiro desenvolvido pela produtora ASC audiovisual e exibido pela internet, via Youtube. Idealizado pelo cineasta Alexandre Carvalho e apresentado pelas drag queens brasileiras Silvetty Montilla e Alexia Twister, o show busca encontrar a drag queen mais completa do Brasil. O programa é inspirado em RuPaul's Drag Race, reality de sucesso da TV americana.
O reality show estreou no Youtube às vinte horas do dia 13 de outubro de 2014.O formato do programa faz referência a uma escola comum, mas no segmento de provas no aperfeiçoamento de uma drag queen, mostrando o crescimento e os caminhos que uma pessoa pode escolher dentro dessa carreira. A eliminação é progressiva, a cada semana uma participante é eliminada, até chegar a duas finalistas. A vencedora é conhecida no episódio final, no qual ganha diversos prêmios, tais como: uma viagem internacional com acompanhante, uma peruca natural, um ensaio fotográfico e uma turnê de shows em diversas casas noturnas do Brasil.
A recepção do público foi bastante positiva, um mês após a estreia da primeira temporada, o "episódio 01" já possuía 100 mil visualizações, diferente da segunda Temporada na qual foi preciso apenas 3 dias para o "episódio 01" alcançar essa marca. Atualmente o canal possui aproximadamente cerca de 45 mil inscritos, com vídeos de até 420 mil visualizações.

## Formato
O programa faz seleções entre os vídeos de inscrição enviados pelos candidatos, que devem ter pelo menos 18 anos de idade ou mais no momento da gravação e assumir um personagem artístico. Em entrevista à Folha de S.Paulo, Alexandre Carvalho informou que a primeira temporada teve 70 inscrições de Drags famosas como RuPaul e Antonio Carlos Fornazzaro Fleming, Gloria Groove e Sarah Vika, já a segunda obteve cerca de 200 inscrições.
O formato do programa faz referência a coisas que acontecem em uma escola, mas no segmento de provas diretamente ligado ao aperfeiçoamento de uma drag queen, mostrando as possibilidades na construção de um personagem e no desenvolvimento de um estilo. Em cada episódio uma participante é eliminada. Ao restar apenas duas participantes é realizada a final do programa, consagrando a vencedora.

### Aulas
As participantes são consideradas “alunas” que recebem no decorrer do programa aulas de caracterização, passarela, dança, moda, interpretação, humor e sobre outros assuntos que estão diretamente ligados à performance de uma drag queen. As aulas são, muitas vezes, prefácios da prova final e ministradas por um dos jurados ou convidado que estará no júri de cada episódio.

### Provas
Geralmente apresentadas no início dos episódios, as participantes realizam pequenas provas de temáticas diferentes nas quais as vencedoras desse segmento sempre terão alguma vantagem na prova final.

### Prova Final
A cada semana, as participantes são submetidas a um prova realizada individualmente ou em grupo, imposta pela professora Silvetty Montilla. Nesta prova são testadas as habilidades em dança, caracterização, talento, humor e personalidade de uma drag queen. Tudo será avaliado e julgado pelo corpo do júri presente. Em alguns episódios é dada imunidade para a próxima semana a quem vence a prova.

### Conselho de Classe
Elas serão julgadas pelo “Conselho de Classe” formado por um corpo de jurados que são denominados “conselheiros”, onde de acordo com o desempenho das participantes decidirão quem foi a vencedora da semana, as que continuam no programa e quem irá para recuperação.

### Recuperação
Depois da avaliação, as duas drags com as performances consideradas "mais fracas" vão para recuperação que é um show livre com duração de até três minutos, onde as drags terão que dublar, separadamente, uma música e mostrar todo seu talento diante de uma performance.

### Reprovação
Depois da recuperação, o conselho de classe decide qual aluna passa de ano e continua na competição e qual aluna é reprovada, sendo eliminada.

## Temporadas
| Temporada    | Estréia                | Final                 | · Vencedor(a)                        | · Lugar                              | · Lugar                                 | Outras participantes | Participantes | Miss Arrasa Bixa                   |
| ------------ | ---------------------- | --------------------- | ------------------------------------ | ------------------------------------ | --------------------------------------- | --- | ------------- | ---------------------------------- |
| 1ª Temporada | 13 de outubro de 2014  | 8 de dezembro de 2014 | Gysella Popovick (Genival Alexandre) | Yasmin Carraroh (Paulo Sergio Viana) | Lavynia Storm (Douglas Ramon de Mattos) | 4º Xantara Thompson • 5º Rita von Hunty • 6º Musa • 7º Laurie Blue • 8º Hidra Von Carter                                           | 8             | Rita von Hunty (Guilherme Terreri) |
| 2ª Temporada | 18 de abril de 2016    | 30 de maio de 2016    | Sasha Zimmer (Fábio dos Santos)      | Mina De Lyon (Luis de Souza)         | Malonna (André da Silva)                | 4º Nathy Dummond • 5º Fefe Houston • 6º Mackaylla • 7º/8º Duda Dello Russo / Sarah Haykman • 9º Natasha Sahar • 10º Barbara Blanko | 10            | Fefe Houston (Luiz Riccetto)       |
| 3ª Temporada | 20 de dezembro de 2021 | 24 de janeiro de 2022 | Samantha Dior (Ivan Oliveira)        | Slovakia (Maurício Somenzari)        | Kira (Lukas Schneider)                  | 4º Seelky • 5º Satine • 6º Titiago • 7º/8º Hianka Evans / Sammy Queen                                                              | 8             | Titiago (Tiago Capuzzo)            |

## Elenco
O elenco do reality é formado pela apresentadora Silvetty Montilla, denominada “a diretora”, e Fefe Houston como coapresentadora, intitulada de “a inspetora”. Os membros fixos do painel do júri são chamados de “conselheiros”, representados pelo maquiador Eliseu Cabral e o famoso estilista brasileiro Alexandre Herchcovitch.
Além dos dois, o programa conta também com alguns jurados convidados a cada semana. Já passaram pelo programa pessoas como: Miguel Falabella, Marcelo Médici, Suzy Rêgo, Titi Muller, Regina Volpato, Nikki Valentine, Aretuza Lovi, Grace Gianoukas, Walério Araújo, Marcia Pantera, Lorelay Fox, Nelson Sheep e Gloria Groove. Eles são responsáveis por avaliar o desempenho das participantes em cada episódio, definindo o futuro delas na competição. O programa contou também com a participação de Alexandre Herchcovitch, um famoso estilista brasileiro que foi “conselheiro” fixo na primeira temporada.
Henrique Callado ("Rick Callado") é o assistente que auxilia as participantes no decorrer do programa e Luly Fashion é a “repórter especial” responsável por cobrir os bastidores durante a confecção das provas e entrevistar a eliminada de cada episódio.
| Elenco                  | Denominação                         | Temporadas   | Temporadas | Temporadas   |
| Elenco                  | Denominação                         | 1ª           | 2ª         | 3ª           |
| ----------------------- | ----------------------------------- | ------------ | ---------- | ------------ |
| Silvetty Montilla       | “Diretora” (Apresentadora e Jurada) | Regular      | Regular    | Regular      |
| Eliseu Cabral           | “Conselheiro” (Jurado)              | Regular      | Regular    | Regular      |
| Alexandre Herchcovitch  | “Conselheiro” (Jurado)              | Regular      |            | Regular      |
| Henrique Callado "Rick" | “Assistente magia” (Auxiliar)       | Regular      | Regular    |              |
| Luly Fashion            | “Repórter especial” (Repórter)      | Participação | Regular    |              |
| Alexya Twister          | “Inspetora” (Coapresentadora)       |              | Regular    | Participação |
| Fefe Houston            | “Inspetora” (Coapresentadora)       |              |            | Regular      |

## Spin-Offs
Em maio de 2015 estreou na internet, via Youtube, a websérie Divas da Academia que é um spin-off (um novo show que nasceu de outro já existente) do reality Academia de Drags. Nesta websérie, as ex-participantes do reality fazem tutoriais de maquiagem e dão dicas de moda.

## Controvérsia
A segunda temporada de Academia de Drags foi inicialmente confirmada em dezembro de 2014 pela apresentadora do reality Silvetty Montilla, durante o episódio final da primeira temporada. Em Junho de 2015 a produção do programa criou uma campanha no "Catarse", site de financiamento coletivo, no intuito de arrecadar verba para construção de uma segunda temporada melhor estruturada. O projeto acabou não atingindo o mínimo de R$ 59.885,00 até o dia 13 de agosto de 2015 e não foi financiado. Apesar do ocorrido, a segunda temporada de Academia de Drags foi adiada para 2016. No dia 27 de dezembro de 2015, em entrevista a Folha de S.Paulo, Alexandre Carvalho informou que a segunda temporada iria estrear logo após o carnaval de 2016. No dia 04 de abril de 2016 foi anunciado através da página oficial do programa no facebook que a segunda temporada estrearia em 18 de abril de 2016.

## Prêmios
| Ano  | Prêmio                        | Categoria                          | Resultado |
| ---- | ----------------------------- | ---------------------------------- | --------- |
| 2015 | Prêmio PapoMix da Diversidade | Drag Show 2014 — Gysella Popovick  | Indicado  |
| 2015 | Prêmio PapoMix da Diversidade | Revelação 2014 — Academia de Drags | Indicado  |
| 2016 | Prêmio PapoMix da Diversidade | Drag Show 2015 — Rita von Hunty    | Indicado  |